# حسینیه و نمازخانه محله کوچک
حسینیه و نمازخانه محله کوچک مربوط به دوره آل مظفر است و در میبد، محله بالا واقع شده و این اثر در تاریخ ۲۵ اسفند ۱۳۷۹ با شمارهٔ ثبت ۳۶۹۷ به‌عنوان یکی از آثار ملی ایران به ثبت رسیده است.